# (7694) Krasetín
(7694) Krasetín est un astéroïde de la ceinture principale.

## Description
(7694) Krasetín est un astéroïde de la ceinture principale. Il fut découvert le 29 septembre 1983 à l'Observatoire Kleť par Antonín Mrkos. Il présente une orbite caractérisée par un demi-grand axe de 3,04 UA, une excentricité de 0,15 et une inclinaison de 10,4° par rapport à l'écliptique.

## Compléments